# مارسي هايسلر
مارسي هايسلر (بالإنجليزية: Marcy Heisler)‏ هي كاتبة غنائية وشاعرة أمريكية، ولدت في 1967 في ديرفيلد في الولايات المتحدة.

## وصلات خارجية
- مارسي هايسلر على موقع IMDb (الإنجليزية)
- مارسي هايسلر على موقع قاعدة بيانات برودواي على الإنترنت (الإنجليزية)